# Rhytidacris tectifera
Rhytidacris tectifera är en insektsart som först beskrevs av Karsch 1896.  Rhytidacris tectifera ingår i släktet Rhytidacris och familjen gräshoppor. Inga underarter finns listade i Catalogue of Life.